# 웅부중학교
웅부중학교(雄府中學校)는 대한민국 경상북도 안동시 도산면 온혜리에 있는 공립 중학교이다.

## 학교 연혁
- 2017년 7월 24일 : 교명 선정 웅부중학교
- 2017년 12월 31일 : 웅부중학교 설립인가
- 2018년 3월 1일 : 웅부중학교 개교 1학년(26명), 2학년(14명), 3학년(16명)
- 2018년 3월 1일 : 초대 공모 이문직 교장 취임
- 2018년 3월 7일 : 제1회 입학식
- 2019년 2월 15일 : 제1회 졸업식
- 2023년 3월 1일 : 제3대 권순재 교장 부임
- 2023년 3월 2일 : 제6회 입학식
- 2024년 1월 4일 : 제6회 졸업식

## 참고 자료
- 웅부중학교 - 한국교육학술정보원 학교알리미